# Grumman HU-16 Albatross
El Grumman HU-16 Albatross (‘albatros’ en español) es un hidroavión anfibio propulsado por dos motores radiales. Fue diseñado especialmente para poder amerizar en mar abierto y efectuar tareas de rescate aeromarítimo. Para poder cumplir con esta misión, el Albatross está equipado con una gran ala alta que le confiere unas excelentes capacidades STOL. Además, la parte inferior del fuselaje del avión tiene forma de bote y una quilla (hidrocanoa), diseño que le confiere una gran flotabilidad. Su casco con sección en forma de V y su gran envergadura ayudan a que el Albatross pueda amerizar en mares con oleaje.

## Diseño y desarrollo

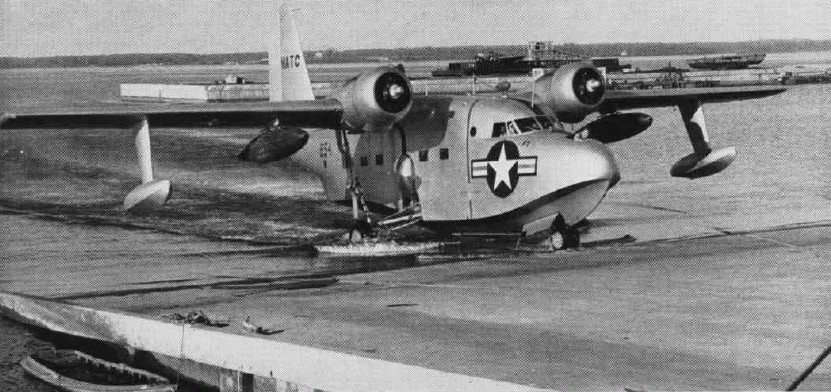
Prototipo XJR2F-1 en NAS Patuxent River, años 40.

Los resultados obtenidos con el Grumman Goose, que había servido durante toda la Segunda Guerra Mundial con gran eficacia, animaron a la Armada de los Estados Unidos a buscar un nuevo anfibio, más grande y de mayor autonomía. En 1944, Grumman inició el desarrollo de su diseño G-64 que, bautizado Albatross, acabaría sirviendo no sólo en la Armada, sino también en la Fuerza Aérea y la Guardia Costera. El prototipo fue puesto en vuelo por primera vez el 24 de octubre de 1947, y su configuración general era bastante similar a la de su predecesor. Se conservaron los flotadores subalares fijos de estabilización, si bien, al igual que el casco, habían sido considerablemente rediseñados y mejorados aerodinámicamente. Otros cambios incluían estabilizadores cantilever en vez de arriostrados, tren de aterrizaje triciclo retráctil y soportes subalares, emplazados por fuera de los motores, para llevar armas u opcionalmente, depósitos lanzables de combustible para aumentar el alcance. Una cantidad adicional de combustible podía alojarse en los flotadores de estabilización. El amplio fuselaje daba cabida a cuatro tripulantes y a diez pasajeros y, según las necesidades, camillas o carga.
El prototipo encargado por la Armada de los Estados Unidos para ser evaluado como avión utilitario fue designado XJR2F-1 Pelican y voló por primera vez el 24 de octubre de 1947. La primera versión de serie fue la UF-1, y en 1955 fue puesta en servicio una variante modificada, la UF-2. Este último modelo presentaba mayor envergadura, borde de ataque alar rediseñado, alerones y empenaje de mayor superficie, y fundas de deshielo más eficaces en los bordes de ataque de todas las superficies sustentadoras. A raíz de la racionalización de designaciones de 1962, impuesta cuando este modelo servía en varias armas, también fue designado HU-16C (en la USAF) y HU-16D (en la Guardia Costera). Los aviones dotados de equipo invernal para operaciones en el Antártico fueron denominados UF-1L (posteriormente LU-16C), y cinco entrenadores con doble mando UF-1T recibieron la nueva designación TU-16C.
La USAF consideró que el G-64 cubría perfectamente sus necesidades en operaciones de salvamento, por lo que sus pedidos totales ascendieron a 305 ejemplares; la mayoría de ellos operaron encuadrados en el Servicio se Salvamento Aéreo del MATS, bajo la denominación SA-16A. En 1957, entró en servicio una versión mejorada, la SA-16B, que equivalía a la UF-2 de la Armada: en 1962, estos modelos se convirtieron respectivamente en los HU-16A y HU-16B. Los Albatross empleados por la Guardia Costera fueron denominados originalmente UF-1G; diez ejemplares de esta versión fueron suministrados a Canadá bajo la designación CSR-110. En 1961 se introdujo en servicio una versión antisubmarina equipada con radomo proel, detector de anomalías magnéticas retráctil, reflector de exploración, radomo de contramedidas electrónicas y capacidad para llevar cierto número de cargas de profundidad.

## Historia operacional

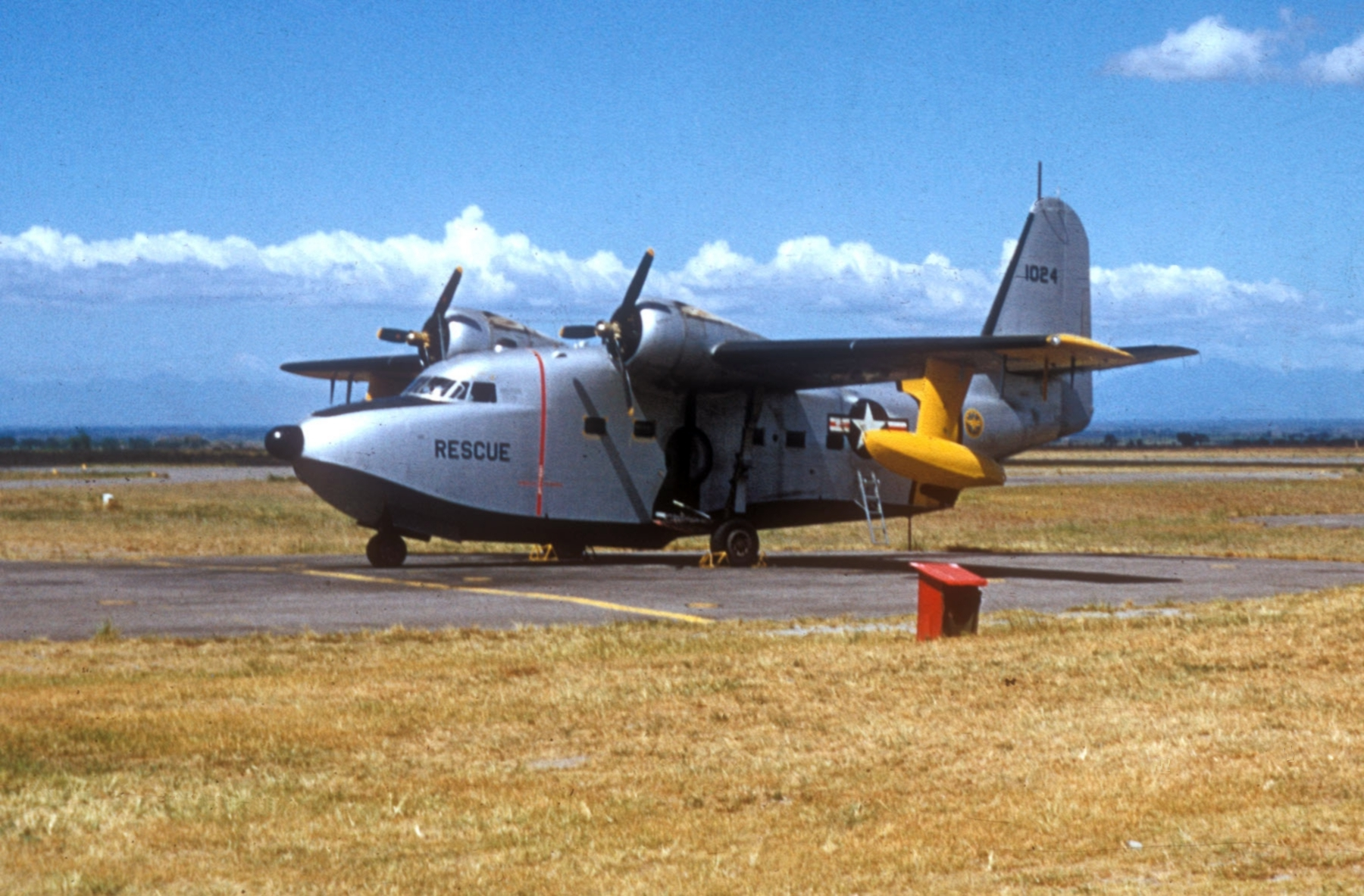
Un SA-16A de la Fuerza Aérea de los Estados Unidos durante la guerra de Corea.

La gran mayoría de los Albatross construidos fueron utilizados por la USAF (Fuerza Aérea de los Estados Unidos), principalmente en tareas de rescate aéreo. La USAF utilizó extensivamente al SA-16 durante la guerra de Corea, conflicto en el cual se ganó la reputación de avión robusto y marinero. Unos años después, la variante de mayor envergadura denominada HU-16B fue utilizada en misiones SAR (Search and Rescue, Búsqueda y Rescate) durante la guerra de Vietnam. Además, el Albatross se utilizó a principios de la década de los 70 en vuelos de cortesía hacia los territorios de Estados Unidos en el Océano Pacífico. El avión también prestó servicio en la Guardia Costera de los Estados Unidos.
Para operar estos aviones, algunos países exigían una licencia especial, ya que era un aparato muy pesado y de difícil despegue.
España recibió en 1954 un total de siete aparatos HU-16A de la USAF, más tarde en 1971 llegaron seis más del modelo HU-16B ex noruegos.
Chile usó entre 1958 y 1979, 9 HU-16B (núm. de serie: 566 hasta el 574) de ala larga para patrullaje marítimo y antisubmarino (con radomo modificado); de estos, dos de ellos se perdieron en accidentes; uno en Antofagasta y otro en El Belloto, Valparaíso. La causa de los accidentes: fatiga de materiales. Estos aviones tuvieron un retiro forzoso debido al embargo impuesto por Estados Unidos al gobierno chileno de entonces.
En 1997, un Albatross (N44RD) pilotado por Reid Dennis y Andy Macfie voló alrededor del mundo en un vuelo de 26 347 millas náuticas (48 794,64 km) con 38 etapas y 190 horas de vuelo. Fue el primer Albatross en circunnavegar el mundo.

## Variantes

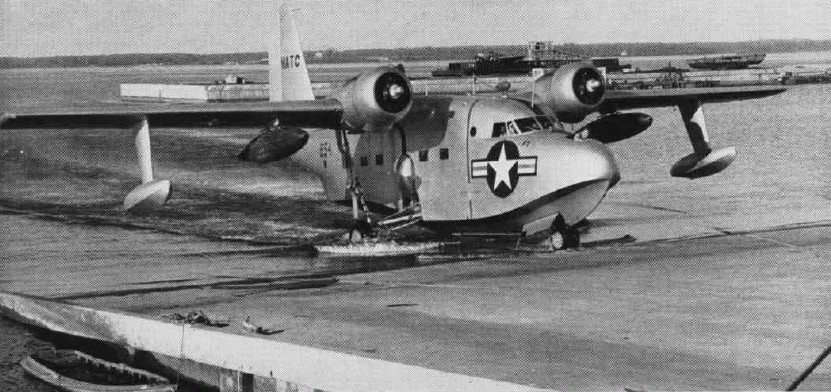
Un prototipo XJR2F-1 en la NAS Patuxent River en los años 40.

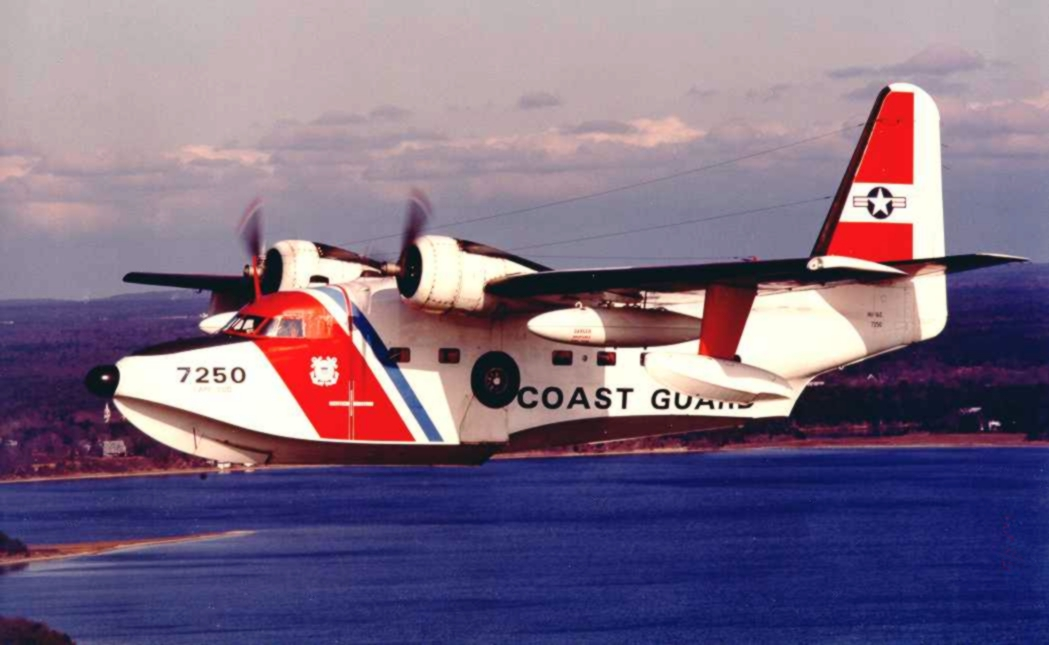
Un HU-16E de la Guardia Costera de los Estados Unidos en los años 70.

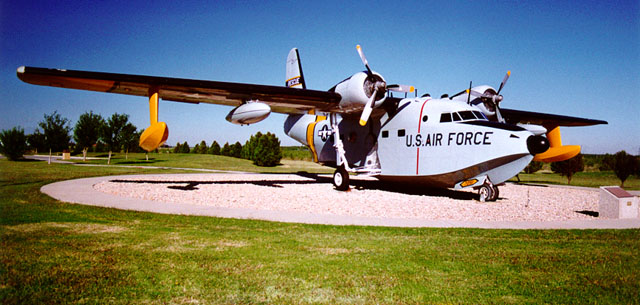
HU-16E expuesto.

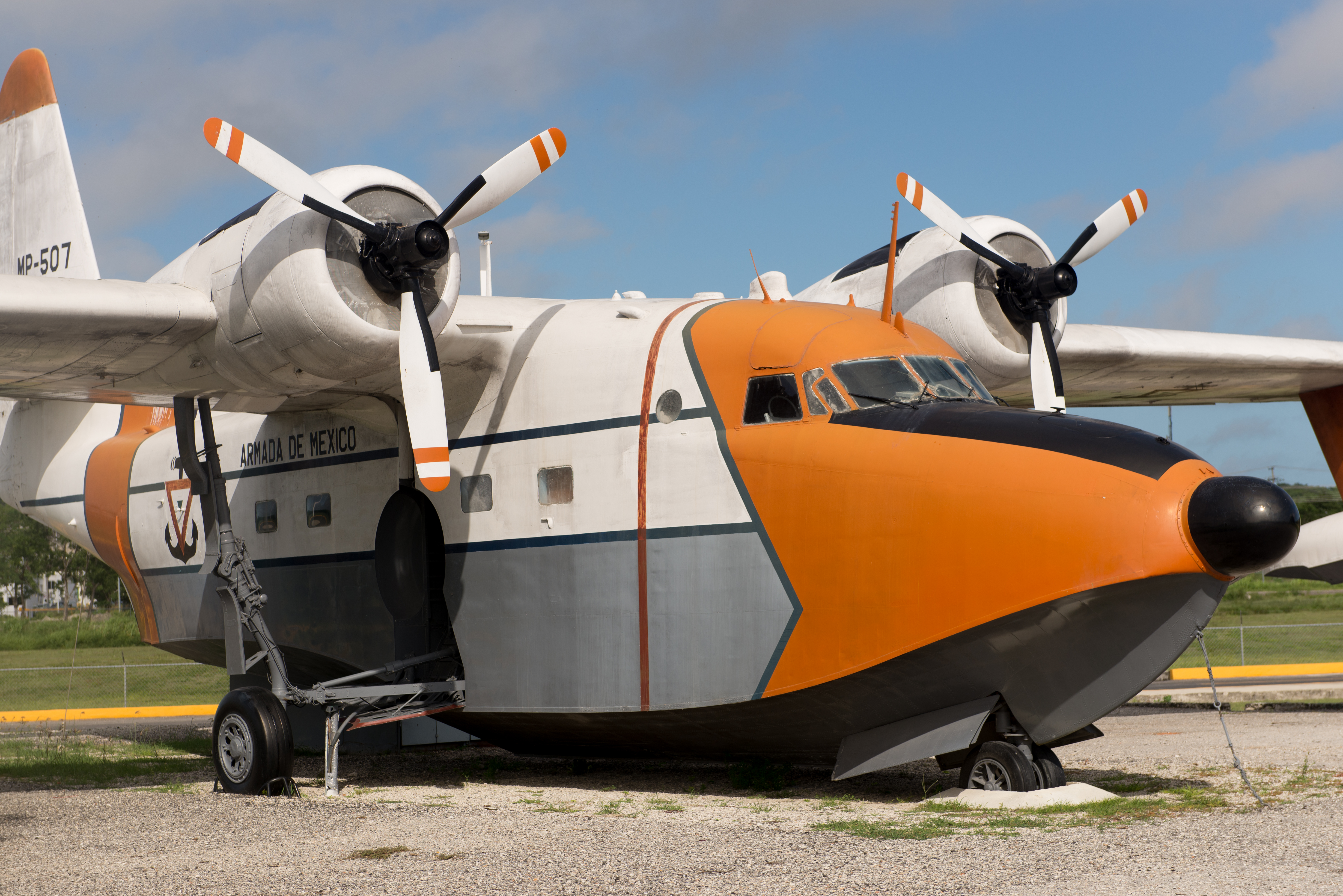
Grumman HU-16 Albatross de la Armada de México.

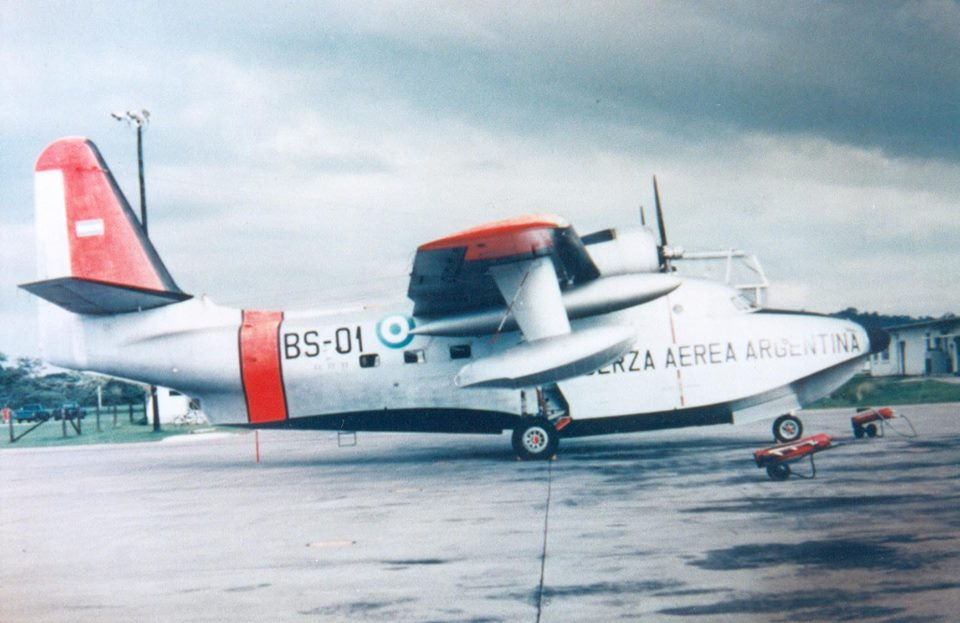
HU-16 de la Fuerza Aérea Argentina.

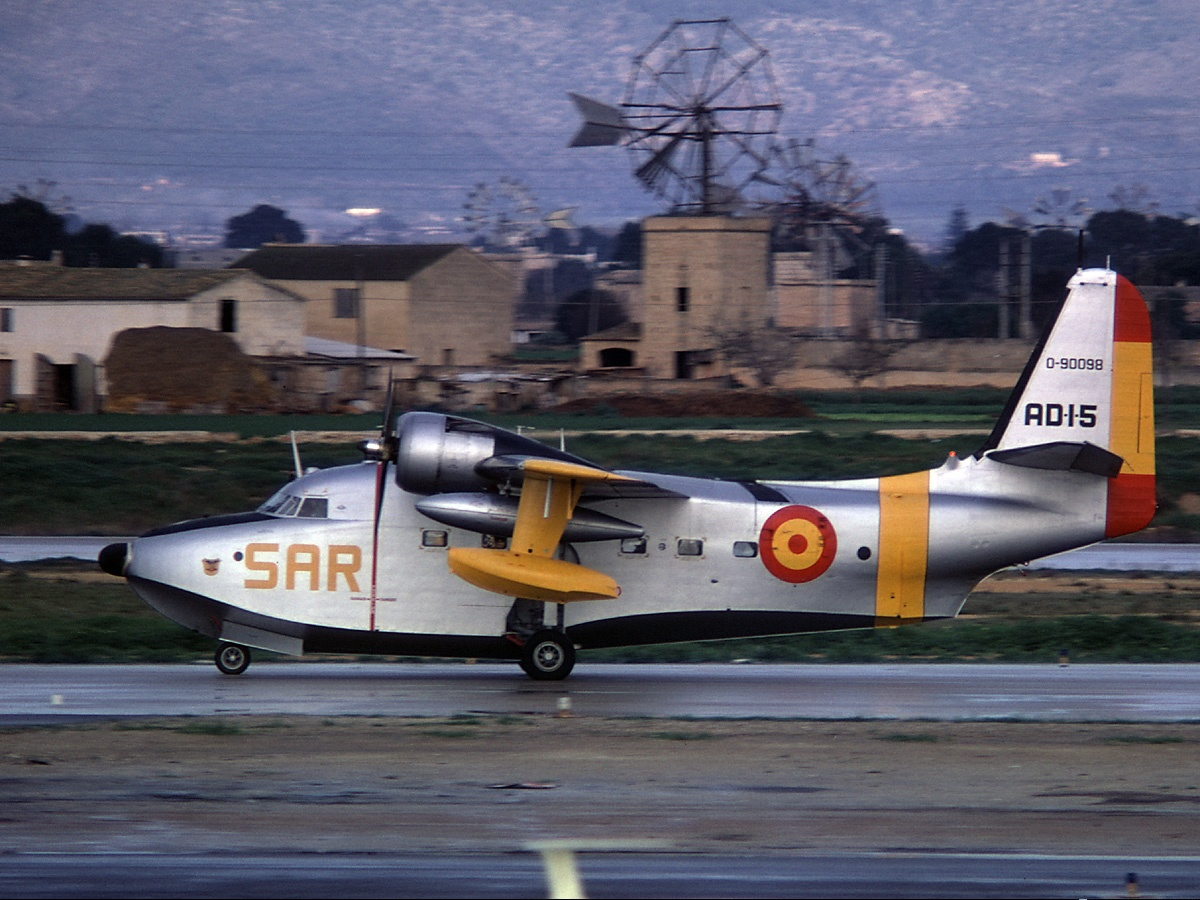
HU-16 del servicio aéreo de rescate del Ejército del Aire de España.

XJR2F-1 Pelican
Designación del prototipo, dos construidos.
PF-1
Designación provisional para la versión en serie del XJR2F-1, en la categoría Patrol (Patrulla), cambiada a UF-1.
SA-16A
Versión del XJR2F-1 para la USAF, redesignada HU-16A en 1962, 290 construidos.
SA-16B
SA-16A con alas largas, redesignados HU-16B en 1962, 241 modificados.
UF-1
Versión del XJR2F-1 para la Armada estadounidense, redesignada HU-16C en 1962, 102 construidos.
UF-1G
Versión del UF-1 para la Guardia Costera estadounidense, modificada con alas largas, redesignada HU-16E en 1962, 46 construidos.
UF-1L
Versión invernal para la Armada estadounidense, redesignada LU-16C en 1962, uno construido y varios modificados desde UF-1.
UF-1T
Versión de entrenamiento del UF-1 para la Armada estadounidense, redesignada TU-16C en 1962, 5 construidos.
UF-2/UF-2S
Versión del UF-1, con mayor envergadura y una cola más alta, redesignada HU-16D en 1962, 17 construidos y 51 conversiones.
UF-2G
UF-1G y 37 HU-16B para la Guardia Costera estadounidense, modificados al estándar UF-2S, redesignados HU-16E en 1962.
HU-16A
Redesignación de SA-16A.
HU-16B
Redesignación de SA-16B.
SHU-16B
Versión de exportación modificada del HU-16B para la guerra antisubmarina.
HU-16C
Redesignación de UF-1.
LU-16C
Redesignación de UF-1L.
TU-16C
Redesignación de UF-1T.
HU-16D
Redesignación de UF-2/UF-2S.
HU-16E
Redesignación de UF-1G y UF-2G.
CSR-110
Versión para la RCAF.

## Operadores
Alemania
- Marina Alemana

 Argentina
- Fuerza Aérea Argentina
- LADE

 Brasil
 Canadá
 Chile
- Fuerza Aérea de Chile: uso de las aeronaves para SAR y ASW entre 1958 y 1979. Dadas de baja por falta de repuestos y mantenimiento, generada por la enmienda Kennedy.

 España
- Ejército del Aire de España: tras los acuerdos de 1953, entró en servicio en 1954 bajo la designación AD.1 para realizar misiones de guerra antisubmarina, salvamento y reconocimiento marítimo.

 Estados Unidos
- Fuerza Aérea de los Estados Unidos
- Guardia Costera de los Estados Unidos
- Armada de los Estados Unidos

 Filipinas
- Fuerza Aérea de Filipinas
- Armada de Filipinas

 Grecia
- Fuerza Aérea Helénica

 Islandia
- Guardia Costera de Islandia

 Indonesia
 Italia
 Japón
- Fuerza Marítima de Autodefensa de Japón

 Malasia
 México
- Armada de México

 Noruega
- Real Fuerza Aérea Noruega

 Pakistán
- Fuerza Aérea de Pakistán
- [ Armada de Pakistán

 Perú
 Portugal
 República de China
 Tailandia
- Armada Real Tailandesa

## Apariciones notables en los medios
Para la película The Expendables del año 2010 de Sylvester Stallone, se utilizó un Grumman Albatross.

## Especificaciones (HU-16B)
Referencia datos: Albatross - Amphibious Airborne Angel

### Características generales
- Tripulación: 4-6
- Capacidad: 10 pasajeros
- Longitud: 19,2 m (62,9 ft)
- Envergadura: 29,5 m (96,7 ft)
- Altura: 7,9 m (25,9 ft)
- Superficie alar: 96,2 m² (1035,5 ft²)
- Peso vacío: 10 401 kg (22 923,8 lb)
- Peso cargado: 13 797 kg (30 408,6 lb)
- Peso máximo al despegue: 17 045 kg (37 567,2 lb)
- Planta motriz: 2× motor radial de 9 cilindros refrigerado por aire Wright R-1820-76 Cyclone 9.
  - Potencia: 1063 kW (1466 HP; 1446 CV) cada uno.
- Capacidad de combustible: 2550 litros internos, 1512 l más en flotadores de punta alar y dos tanques externos de 1135 l.

### Rendimiento
- Velocidad máxima operativa (Vno): 380 km/h (236 MPH; 205 kt)
- Velocidad crucero (Vc): 200 km/h (124 MPH; 108 kt)
- Velocidad de entrada en pérdida (Vs): 119 km/h (74 MPH; 64 kt)
- Alcance: 4589 km (2478 nmi; 2851 mi)
- Techo de vuelo: 6550 m (21 490 ft)
- Régimen de ascenso: 7,4 m/s (1457 ft/min)

## Aeronaves relacionadas

### Desarrollos relacionados
- Grumman Goose
- Grumman Mallard

### Aeronaves similares
- Canadair CL-215/Bombardier 415
- Consolidated PBY Catalina

### Secuencias de designación
- Secuencia G-_ (interna de Grumman): ← G-61 - G-62 - G-63 - G-64 - G-65 - G-66 - G-67 -- G-84 - G-85 - G-86 - G-87 - G-88 - G-89 - G-90 - G-91 -- G-103 - G-104 - G-105 - G-106 - G-107 - G-108 - G-109 - G-110 - G-111 - G-112 - G-113 - G-114 -- G-134 - G-159 - G-164 - G-191 - G-231 - G-234 - G-251 - G-262 - G-303 - G-426 - G-712 →
- Secuencia JR_F (Aviones de Transporte Utilitario de la Armada estadounidense, 1935-1955 (Grumman, 1931-1962)): JRF - JR2F
- Secuencia P_F (Aviones de Patrulla de la Armada estadounidense, 1922-1962 (Grumman, 1931-1962)): PF
- Secuencia J_F (Aviones Utilitarios del USN/USMC, 1928-1955 (Grumman, 1931-1962)): JF - J2F - J3F - J4F
- Secuencia OA-_ (Aviones anfibios de observación del USAAC/USAAF, 1925-1948): ← OA-13 - OA-14 - OA-15 - SA-16
- Secuencia U_F (Aviones Utilitarios de la Armada estadounidense, 1955-1962 (Grumman, 1931-1962)): UF
- Secuencia U-_ (Aviones Utilitarios estadounidenses, 1962-presente): ← U-9 - U-10 - U-11 - U-16 - U-17 - U-18 - U-19 →
- Secuencia C_-_ (Aeronaves de las Fuerzas Canadienses, 1968-presente): ←  CP-107 - CC-108 - CC-109 - CSR-110 - CF-111 - CH-112 - CH-113 →
- Secuencia AD._ (Aeronaves Anfibias de Salvamento del Ejército del Aire español, 1954-1978): AD.1
- Secuencia AN._ (Aeronaves Anfibias antisubmarinas del Ejército del Aire español, 1954-1978): AN.1
- Secuencia D._ (Aeronaves Anfibias de Salvamento del Ejército del Aire español, 1978-presente): D.1